# Zapala (Neuquén)
Zapala is een plaats in het Argentijnse bestuurlijke gebied Zapala in de provincie Neuquén. De plaats telt 31.534 inwoners.

## Geboren

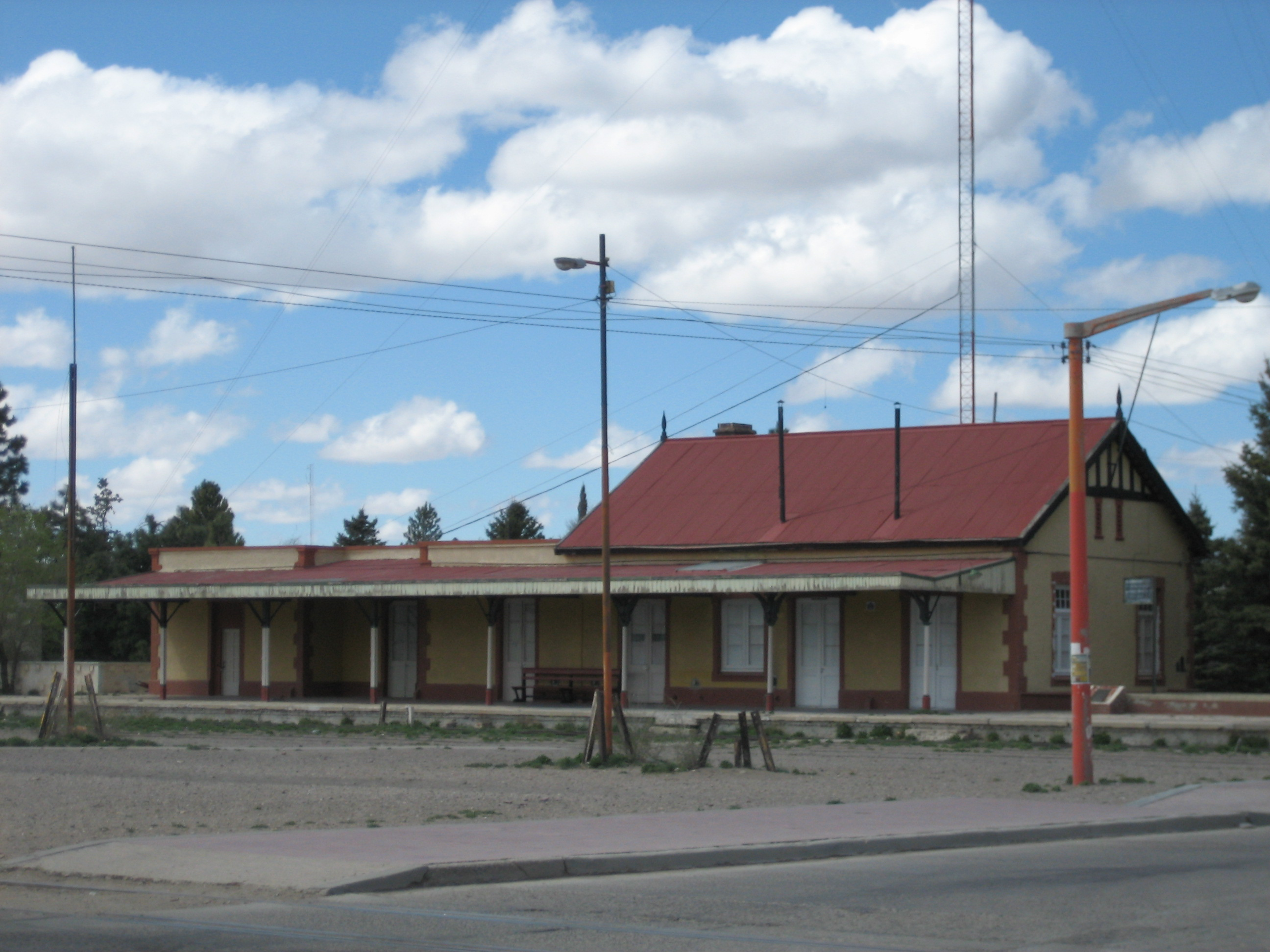
station van Zapala

- Marcos Acuña (1991), voetballer